# دوبرومشل (استان سلیزیا سفلی)
دوبرومشل (به لهستانی:  Dobromyśl) یک روستا در لهستان است که در گمینا کامیننا گورا واقع شده‌است.